# اوگو چرلتی
اوگو چرلتی (ایتالیایی: Ugo Cerletti, ۲۶ سپتامبر ۱۸۷۷ – ۲۵ ژوئیهٔ ۱۹۶۳) یک روان‌پزشک و عصب‌پژوه اهل ایتالیا بود.
او ابداع‌کنندهٔ روش شوک‌درمانی برقی در روان‌پزشکی و درمان بیماری‌های روانی است.

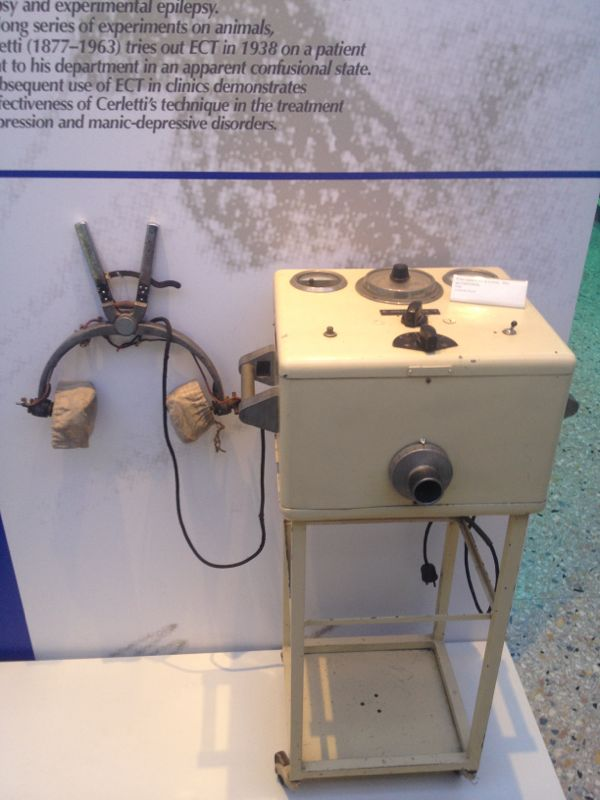
دستگاه شوک‌درمانی ابداعیِ اوگو چرلتی که همینک در موزهٔ تاریخ پزشکی رم نگهداری می‌شود.